# Копачовка (Волынская область)
Копачо́вка (укр. Копачівка) — село в Луцком районе Волынской области Украины. Административный центр Копачовской сельской общины.
До 2020 года входило в Рожищенский район.
Код КОАТУУ — 0724582901. Население по переписи 2024 года составляет 1279 человек. Почтовый индекс — 45150. Телефонный код — 3368. Занимает площадь 3,93 км².